# Азналкино
Азна́лкино (баш. Аҙналы) — село в Белорецком районе Республики Башкортостан России. Входит в состав Азикеевского сельсовета.

## География

### Географическое положение
Расстояние до:
- районного центра (Белорецк): 16 км,
- центра сельсовета (Азикеево): 6 км,
- ближайшей ж.-д. станции (Серменево): 4 км.

## История
Название происходит от названия личного имени Азналы (баш. Аҙналы).

## Население
| 2002 | 2009 | 2010 |
| ---- | ---- | ---- |
| 414  | ↗508 | ↘415 |

Национальный состав
Согласно переписи 2002 года, преобладающая национальность — башкиры (98 %).

## Религия
В селе есть мечеть Султан.

## Известные уроженцы
- Габитов, Риф Фатихович (род. 1951) — художественный руководитель Государственного ансамбля народного танца им. Ф. Гаскарова (2000-2004), народный артист Республики Башкортостан.